# Campeonato Mundial de Atletismo Sub-20 de 2021 - 200 m feminino
A prova dos 200 metros feminino do Campeonato Mundial de Atletismo Sub-20 de 2021 ocorreu entre os dias 20 e 21 de agosto de 2021, no Centro Esportivo Internacional Moi, em Nairóbi, no Quênia. 

## Recordes
Antes desta competição, os recordes mundiais e do campeonato nesta prova eram os seguintes:
|       | Nome            | Nacionalidade  | Tempo | Local   | Data                 |
| ----- | --------------- | -------------- | ----- | ------- | -------------------- |
| WU20R | Allyson Felix   | Estados Unidos | 22.18 | Atenas  | 25 de agosto de 2004 |
| CR    | Briana Williams | Jamaica        | 22.50 | Tampere | 14 de julho de 2018  |
| WU20L | Christine Mboma | Namíbia        | 21.81 | Tóquio  | 3 de agosto de 2021  |

Os seguintes recordes mundiais ou do campeonato foram estabelecidos durante esta competição: 
| Data         | Evento    | Nome               | Nacionalidade | Tempo | Notas                 |
| ------------ | --------- | ------------------ | ------------- | ----- | --------------------- |
| 20 de agosto | Semifinal | Beatrice Masilingi | Namíbia       | 22.19 | Recorde do campeonato |
| 21 de agosto | Final     | Christine Mboma    | Namíbia       | 21.84 | Recorde do campeonato |

## Medalhistas
| Ouro                  | Prata                    | Bronze             |
| Christine Mboma (NAM) | Beatrice Masilingi (NAM) | Favour Ofili (NGR) |

## Cronograma
Todos os horários são locais (UTC+3). 
| Data         | Hora  | Evento    |
| ------------ | ----- | --------- |
| 20 de agosto | 11:00 | Bateria   |
| 20 de agosto | 16:40 | Semifinal |
| 21 de agosto | 18:00 | Final     |

## Resultados

### Bateria
Qualificação: Os 4 primeiros de cada bateria (Q) e os 4 tempos mais rápidos (q). 
Vento:
Bateria 1: +0.2 m/s, Bateria 2: +0.2 m/s, Bateria 3: -0.1 m/s, Bateria 4: +0.4 m/s, Bateria 5: +0.1 m/s
| Posição | Bateria | Atleta                 | Nacionalidade               | Tempo | Notas           |
| ------- | ------- | ---------------------- | --------------------------- | ----- | --------------- |
| 1       | 2       | Beatrice Masilingi     | Namíbia                     | 22.65 | Q               |
| 2       | 5       | Favour Ofili           | Nigéria                     | 22.74 | Q               |
| 3       | 4       | Brianna Lyston         | Jamaica                     | 23.18 | Q,              |
| 4       | 1       | Christine Mboma        | Namíbia                     | 23.23 | Q               |
| 5       | 5       | Lucia Carrillo         | Espanha                     | 23.62 | Q               |
| 6       | 4       | Camille Rutherford     | Bahamas                     | 23.62 | Q               |
| 7       | 2       | Ivana Ilić             | Sérvia                      | 23.71 | Q               |
| 8       | 3       | Viwe Jingqi            | África do Sul               | 23.84 | Q,              |
| 9       | 4       | Polyniki Emmanouilidou | Grécia                      | 23.87 | Q               |
| 10      | 1       | Barbora Šplechtnová    | Chéquia                     | 23.92 | Q               |
| 11      | 3       | Isabella Goudros       | Canadá                      | 23.95 | Q               |
| 12      | 2       | Marta Zimna            | Polónia                     | 23.95 | Q               |
| 13      | 3       | Anita Taviore          | Nigéria                     | 23.97 | Q               |
| 14      | 1       | Maria Mihalache        | Roménia                     | 23.98 | Q               |
| 15      | 4       | Alessandra Iezzi       | Itália                      | 23.99 | Q               |
| 16      | 2       | Medhani Batuwanage     | Sri Lanka                   | 24.01 | Q,              |
| 17      | 5       | Aalliyah Francis       | Jamaica                     | 24.06 | Q               |
| 18      | 5       | Elisa Visentin         | Itália                      | 24.14 | Q               |
| 19      | 2       | Tereza Lamačová        | Chéquia                     | 24.23 | q               |
| 20      | 1       | Kayla la Grange        | África do Sul               | 24.31 | Q               |
| 21      | 3       | Lukrecija Sabaitytė    | Lituânia                    | 24.35 | Q               |
| 22      | 3       | Simay Özçiftçi         | Turquia                     | 24.36 | q               |
| 23      | 4       | Erica Barbosa          | Brasil                      | 24.37 | q               |
| 24      | 1       | Mariandré Chacón       | Guatemala                   | 24.42 | q               |
| 25      | 1       | Edmary Alma            | Porto Rico                  | 24.56 | Recorde pessoal |
| 26      | 3       | Sofia Provotorova      | Atletas Neutros Autorizados | 24.72 |                 |
| 27      | 5       | Maram Mahmoud Ahmed    | Egito                       | 24.78 |                 |
| 28      | 4       | Zülha Armutçu          | Turquia                     | 25.15 |                 |
| 29      | 1       | Loice Nyanchoka Morara | Quênia                      | 25.17 | Recorde pessoal |
| 30      | 5       | Emmaculate Napeyok     | Predefinição:ART            | 29.50 | Recorde pessoal |
| 31      | 5       | Lacarthea Cooper       | Bahamas                     | DSQ   | TR17.3.1        |
| 31      | 2       | Samukeliso Ndebele     | Zimbabwe                    | DSQ   | TR17.3.1        |
| 31      | 2       | Viktória Forster       | Eslováquia                  | DNS   |                 |

### Semifinal
Qualificação: Os 2 primeiros de cada bateria (Q) e os 2 tempos mais rápidos (q). 
Vento:
Bateria 1: +0.9 m/s, Bateria 2: +1.3 m/s, Bateria 3: -0.1 m/s
| Posição | Bateria | Atleta                 | Nacionalidade | Tempo | Notas           |
| ------- | ------- | ---------------------- | ------------- | ----- | --------------- |
| 1       | 2       | Beatrice Masilingi     | Namíbia       | 22.19 | Q,              |
| 2       | 3       | Favour Ofili           | Nigéria       | 22.37 | Q               |
| 3       | 1       | Christine Mboma        | Namíbia       | 22.41 | Q,              |
| 4       | 1       | Brianna Lyston         | Jamaica       | 23.18 | Q,              |
| 5       | 2       | Lucia Carrillo         | Espanha       | 23.32 | Q,              |
| 6       | 2       | Marta Zimna            | Polónia       | 23.57 | q,              |
| 7       | 1       | Barbora Šplechtnová    | Chéquia       | 23.64 | q,              |
| 8       | 3       | Aalliyah Francis       | Jamaica       | 23.70 | Q,              |
| 9       | 2       | Camille Rutherford     | Bahamas       | 23.76 |                 |
| 10      | 3       | Polyniki Emmanouilidou | Grécia        | 23.77 | NU20R           |
| 11      | 2       | Elisa Visentin         | Itália        | 23.81 | Recorde pessoal |
| 12      | 3       | Maria Mihalache        | Roménia       | 23.82 |                 |
| 13      | 1       | Medhani Batuwanage     | Sri Lanka     | 23.95 | Recorde pessoal |
| 14      | 1       | Isabella Goudros       | Canadá        | 23.98 |                 |
| 15      | 1       | Alessandra Iezzi       | Itália        | 24.03 |                 |
| 16      | 3       | Viwe Jingqi            | África do Sul | 24.04 |                 |
| 17      | 3       | Tereza Lamačová        | Chéquia       | 24.11 |                 |
| 18      | 2       | Kayla la Grange        | África do Sul | 24.26 |                 |
| 19      | 3       | Lukrecija Sabaitytė    | Lituânia      | 24.28 |                 |
| 20      | 2       | Mariandré Chacón       | Guatemala     | 24.36 |                 |
| 21      | 2       | Anita Taviore          | Nigéria       | 24.37 |                 |
| 22      | 1       | Simay Özçiftçi         | Turquia       | 24.38 |                 |
| 23      | 1       | Erica Barbosa          | Brasil        | 24.54 |                 |
| 24      | 3       | Ivana Ilić             | Sérvia        | DNF   |                 |

### Final
A prova final foi realizada no dia 21 de agosto às 18:03. 
Vento: +1.1 m/s
| Posição           | Raia | Atleta              | Nacionalidade | Tempo | Notas                 |
| ----------------- | ---- | ------------------- | ------------- | ----- | --------------------- |
| Medalha de ouro   | 6    | Christine Mboma     | Namíbia       | 21.84 | Recorde do campeonato |
| Medalha de prata  | 4    | Beatrice Masilingi  | Namíbia       | 22.18 | Recorde pessoal       |
| Medalha de bronze | 5    | Favour Ofili        | Nigéria       | 22.23 | NU20R                 |
| 4                 | 7    | Lucia Carrillo      | Espanha       | 23.51 |                       |
| 5                 | 1    | Barbora Šplechtnová | Chéquia       | 23.79 |                       |
| 6                 | 2    | Marta Zimna         | Polónia       | 23.85 |                       |
| 7                 | 8    | Aalliyah Francis    | Jamaica       | 23.96 |                       |
| 8                 | 3    | Brianna Lyston      | Jamaica       | DSQ   | TR17.3.1              |

Legenda
| Recorde mundial       | Recorde mundial (World record)               |                       | Recorde africano                      | Recorde africano (African) |                                           | Q | Classificado por posição (Qualified) |
| Recorde do campeonato | Recorde do campeonato (Championship record)  | Recorde da América    | Recorde da América (Americas)         | q                          | Classificado por melhor tempo (Qualified) |   |                                      |
| Melhor marca do ano   | Melhor marca do ano (World leading)          | Recorde asiático      | Recorde asiático (Asian)              | DNS                        | Não largou (Did not start)                |   |                                      |
| Recorde nacional      | Recorde nacional (National record)           | Recorde europeu       | Recorde europeu (European)            | DNF                        | Não terminou (Did not finish)             |   |                                      |
| Recorde pessoal       | Recorde pessoal do atleta (Personal best)    | Recorde da Oceania    | Recorde da Oceania (Oceania)          | DSQ / DQ                   | Desclassificado (Disqualified)            |   |                                      |
| Recorde da temporada  | Recorde da temporada do atleta (Season best) | Recorde sul-americano | Recorde sul-americano (South America) | NM                         | Sem marca (No mark)                       |   |                                      |